# Happy end
Pour les articles homonymes, voir Happy end (homonymie) et Happy Ending (homonymie).
 (février 2018).
Si vous disposez d'ouvrages ou d'articles de référence ou si vous connaissez des sites web de qualité traitant du thème abordé ici, merci de compléter l'article en donnant les références utiles à sa vérifiabilité et en les liant à la section « Notes et références ».

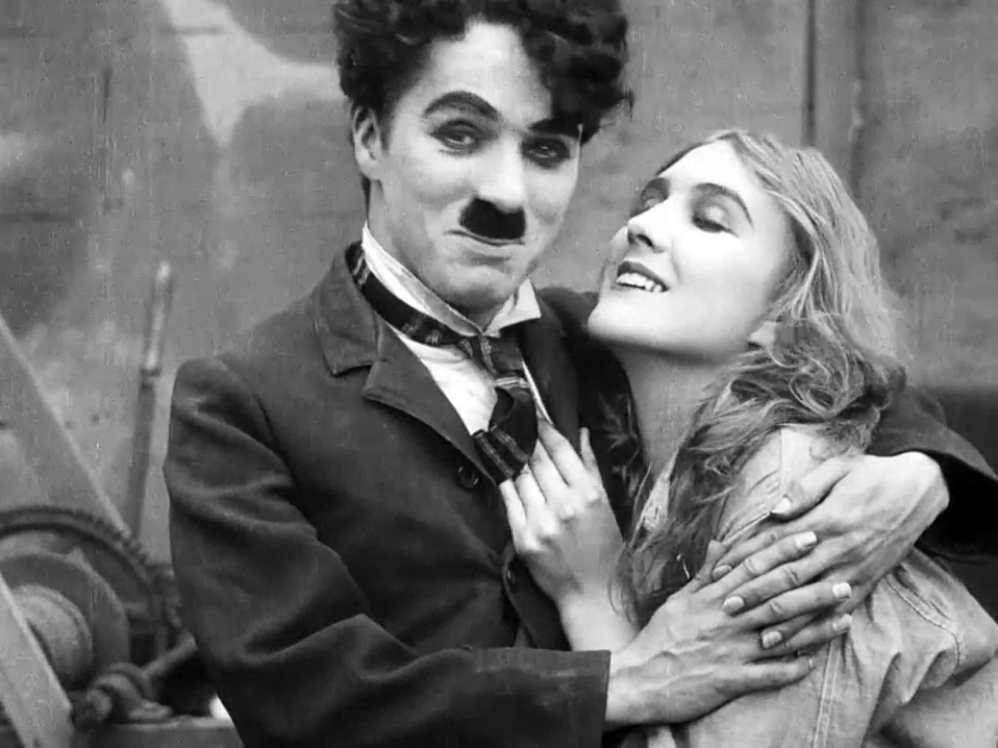
Happy End dans Charlot fait du ciné (1916).

Le happy end ou fin heureuse est un motif récurrent dans les œuvres artistiques et notamment dans les films.
La fin heureuse est généralement considérée comme une spécialité américaine, ce qui explique l'utilisation de ce terme anglais happy end dans de nombreuses autres langues y compris le français. La tendance de Hollywood à préférer ce type de fin se manifeste dans de nombreux films, au point de modifier la fin originale d'œuvres adaptées au cinéma.
Par exemple, dans La Petite Sirène de Hans Andersen, le prince ne remarque pas la petite sirène qui est sans voix. Alors que le prince est sur le point de se marier avec une princesse, le seul moyen pour la sirène de retrouver sa queue, qu'elle avait sacrifiée, serait de tuer le prince. Mais elle préfère se suicider. Dans La Petite Sirène des studios Walt Disney, la petite sirène, nommée Ariel, finit par épouser le prince avec la bénédiction de son père, le roi de la mer.
Cette tendance aux fins heureuses a été la source de plusieurs conflits entre réalisateurs et producteurs, ces derniers estimant généralement qu'un happy end serait plus vendeur que la fin pessimiste voulue par le réalisateur, ce dernier ne parvenant généralement à faire part de la fin qu'il avait prévue que grâce à un director's cut. Les cas les plus célèbres de ce genre de conflit sont Le Grand Silence, Blade Runner et Brazil.

## Types dehappy end
Le plus souvent, la fin tourne à l'avantage du héros ou de l'héroïne : les personnages confrontés à des dangers et difficultés, survivent et accomplissent leur mission ; s'ils sont amoureux, ils parviennent à concrétiser leur amour (c'est par exemple le cas dans Love Actually lorsqu'à la fin du film tous les personnages sont heureux et s'aiment en un même lieu, à savoir l'aéroport). Le happy end combine d'ailleurs souvent ces deux dimensions.
Mais il arrive également que le happy end ne soit qu'un message optimiste, c'est le cas à la fin d'Autant en emporte le vent où, malgré la fin de sa relation avec Rhett Butler, Scarlett O'Hara déclare : « Après tout, demain est un autre jour ! ».
Enfin, même s'il y a un happy end où les amours sont concrétisés ou les ennemis vaincus, celui-ci n'est pas toujours « total » et vient parfois cacher une fin plus triste (exemples : couple unifié mais décès d'un membre de la famille ou concrétisation partielle des plans des antagonistes). L'exemple de la fin du film Le Lauréat est très souvent cité comme fausse happy end en raison de la dernière séquence du film.
Un exemple régulièrement critiqué de happy end abusive est celui des films de Roland Emmerich dans lequel les personnages présents à l'écran réussissent à survivre et à accomplir leur succès individuels, laissant de côté des milliers ou millions de morts. C'est notamment le cas dans le film 2012 où le couple, les enfants et le chien survivent donnant une illusion de happy end tandis que les autres personnages sont sacrifiés au fil du récit, y compris les 6 milliards d'êtres humains qui périssent lors de la montée des eaux